# Мервин
Ме́рвин — село в Україні, в Оратівській селищній громаді Вінницького району Вінницької області. Розташоване на обох берегах річки Безіменна (притока Жидя) за 13 км на захід від смт Оратів та за 4 км від станції Оратів. Через село проходить автошлях Р17. Населення становить 376 осіб (станом на 1 січня 2018 р.). 

## Історія
Станом на 1885 рік у колишньому власницькому селі Великоростівської волості Липовецького повіту Київської губернії мешкало 801 особа, налічувалось 104 дворових господарства, існували православна церква, школа та постоялий будинок.
За переписом 1897 року кількість мешканців зросла до 936 осіб (461 чоловічої статі та 475 — жіночої), з яких 886 — православної віри.
Колишня власність Юзефа Здзіховського.
12 червня 2020 року, відповідно розпорядження Кабінету Міністрів України № 707-р «Про визначення адміністративних центрів та затвердження територій територіальних громад Вінницької області», село увійшло до складу Оратівської селищної громади.
19 липня 2020 року, в результаті адміністративно-територіальної реформи та ліквідації Оратівського району, село увійшло до складу Вінницького району.

## Населення

### Мова
Розподіл населення за рідною мовою за даними перепису 2001 року:
| Мова       | Кількість | Відсоток |
| ---------- | --------- | -------- |
| українська | 486       | 99.18%   |
| російська  | 4         | 0.82%    |
| Усього     | 490       | 100%     |

## Галерея

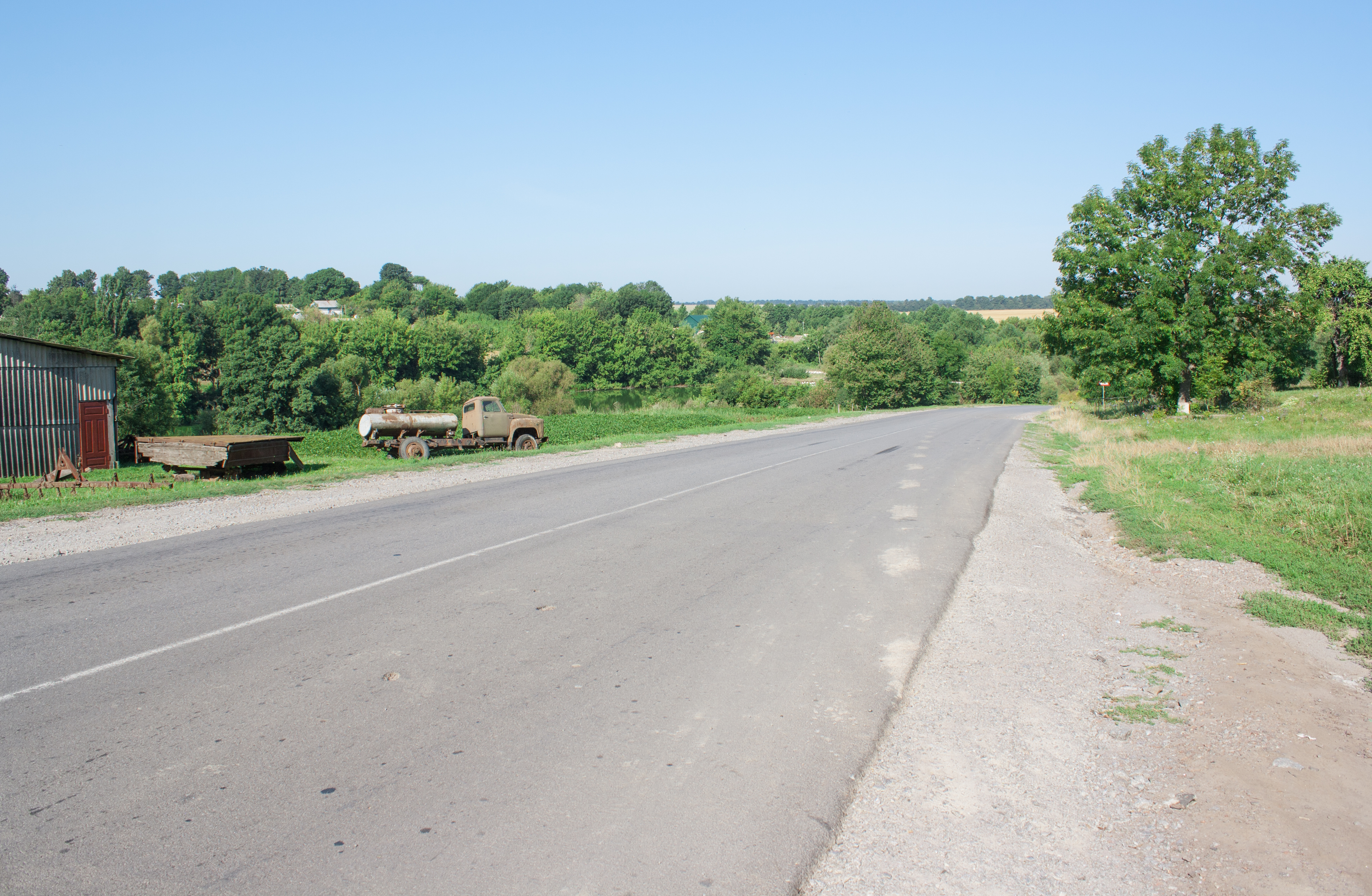
Головна вулиця
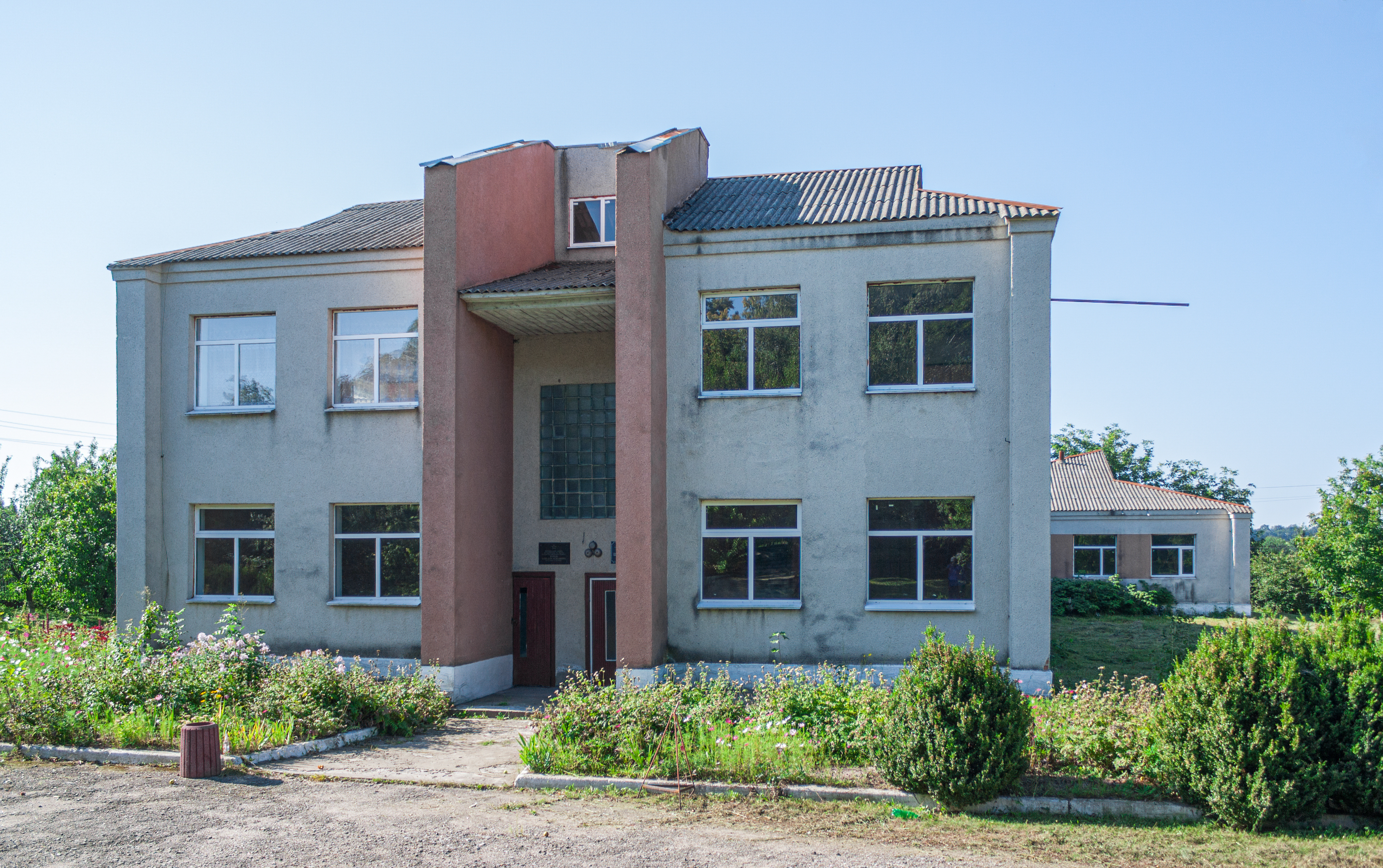
Школа
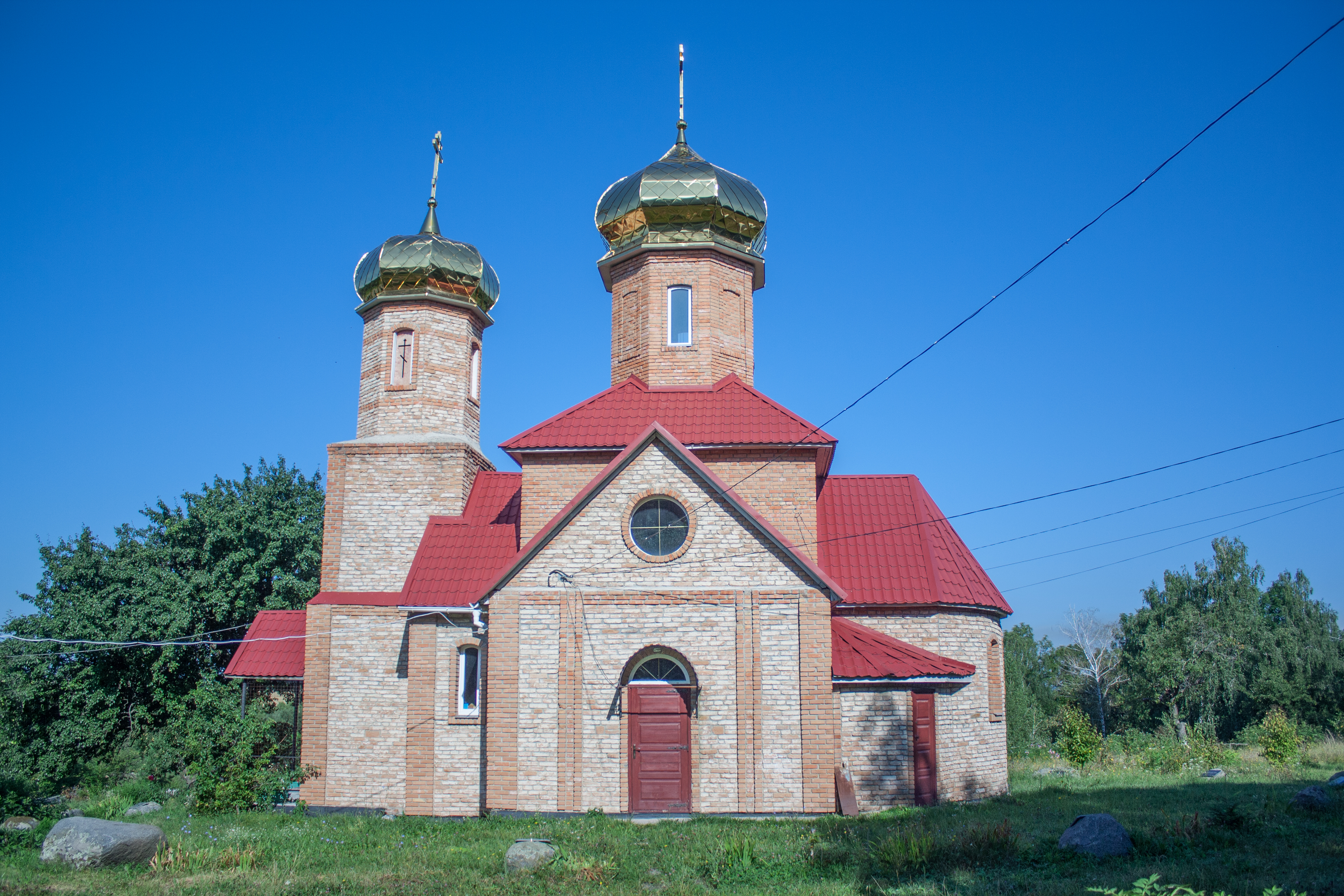
Церква
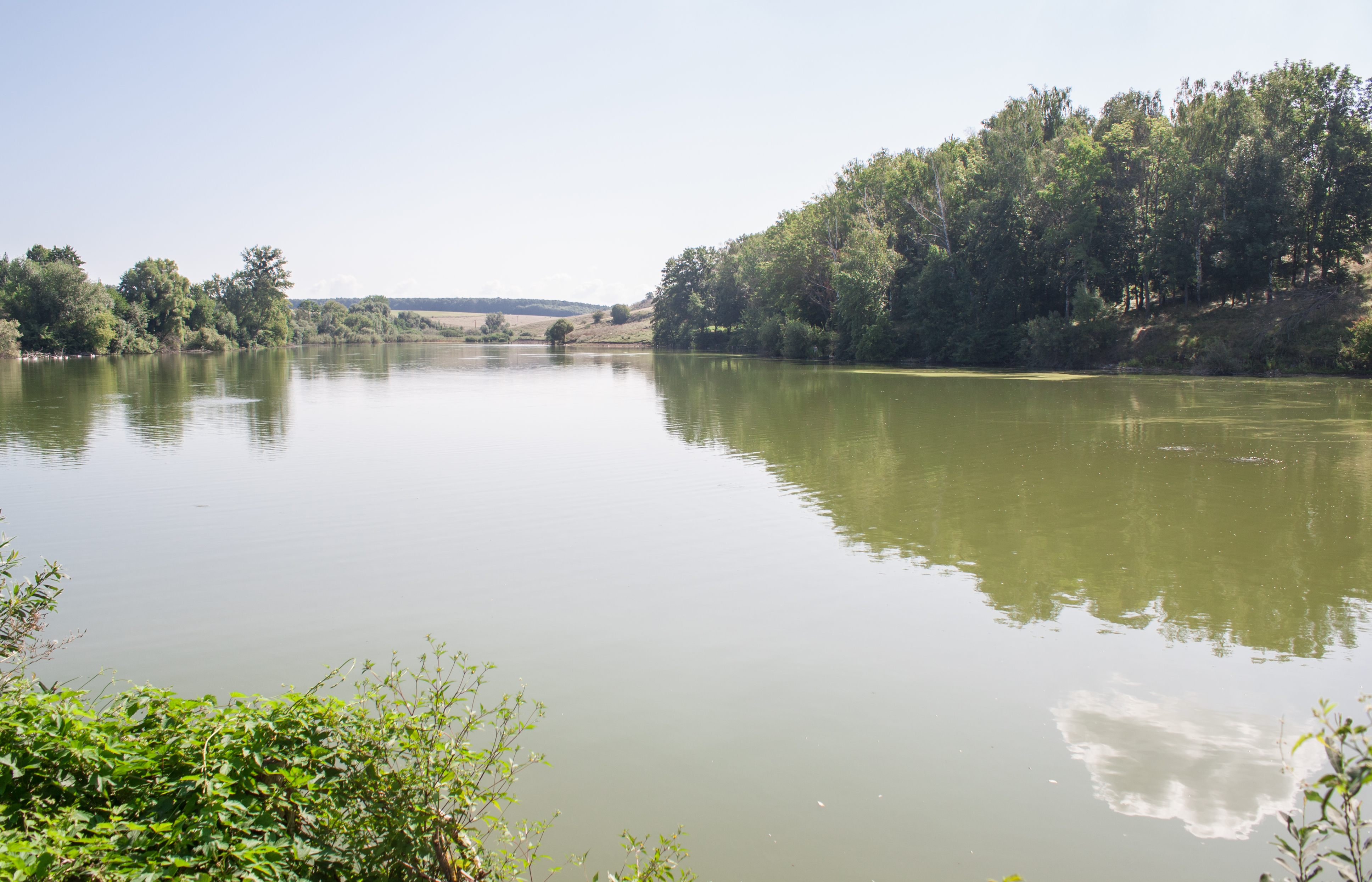
Ставок
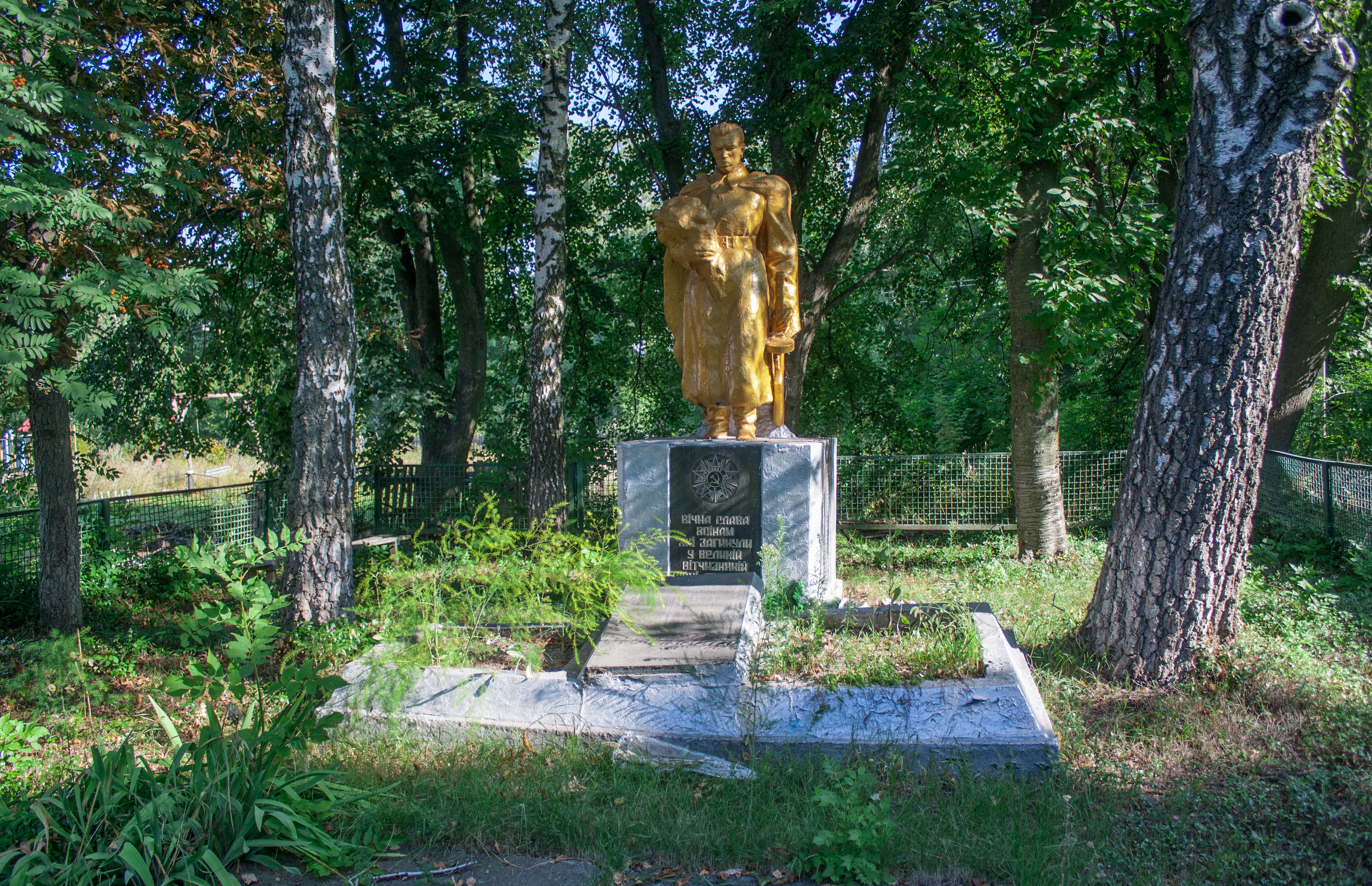
Братська могила і пам'ятник воїнам-односельчанам